# 칼바리 (웨스턴오스트레일리아주)

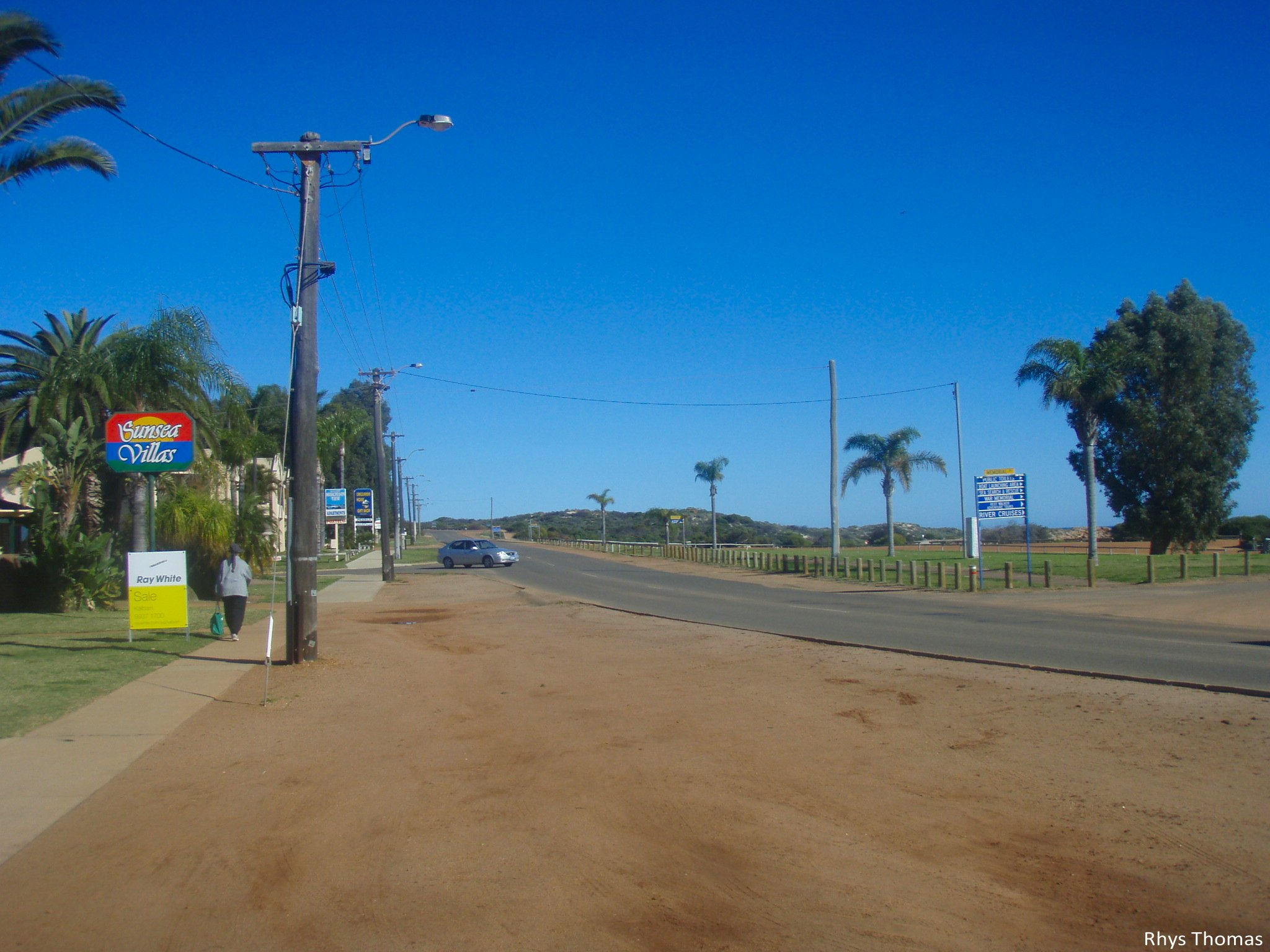
칼바리

칼바리(Kalbarri)는 오스트레일리아 웨스턴오스트레일리아주 미드웨스트에 있는 해안 마을로 퍼스에서 북쪽으로 592km, 제럴턴에서 북쪽으로 167km 떨어져 있다. 칼바리는 머치슨강 하구에 있는데 고도는 6m다. 1951년 세워진 칼바리는 면적 142.3km2, 인구는 2021년 현재 1,270명이다.

## 관광
칼바리는 펠리칸 먹이 주기 활동, 칼바리 국립공원, 머치슨강 협곡, 머치슨강 같은 여행지들을 포함하여 여행 및 낚시와 관련이 있는 곳이다.